# Villers-le-Sec (Marna)
Villers-le-Sec è un comune francese di 104 abitanti situato nel dipartimento della Marna, nella regione del Grand Est.

## Società

### Evoluzione demografica
Abitanti censiti